# Plaine de Chengdu
Le Plaine de Chengdu (chinois : 成都平原 ; pinyin : chéngdū píngyuán) est une plaine alluviale faisant partie du bassin du Sichuan, aire géographique située dans la province du Sichuan, en République populaire de Chine. Elle tire son nom de Chengdu, la capitale de la province, située dans cette plaine.